# Lijst van ministers-presidenten van Rijnland-Palts

Wapen van Rijnland-Palts

Dit is een lijst van ministers-presidenten van de Duitse deelstaat Rijnland-Palts.
| Nr. | Minister-president van Rijnland-Palts Ministerpräsident des Landes Rheinland-Pfalz | Minister-president van Rijnland-Palts Ministerpräsident des Landes Rheinland-Pfalz | Minister-president van Rijnland-Palts Ministerpräsident des Landes Rheinland-Pfalz | Ambtstermijn    | Ambtstermijn    | Partij |
| --- | ---------------------------------------------------------------------------------- | ---------------------------------------------------------------------------------- | ---------------------------------------------------------------------------------- | --------------- | --------------- | ------ |
| 1   |                                                                                    |                                                                                    | Wilhelm Boden (1890–1961)                                                          | 1 december 1946 | 9 juli 1947     | CDU    |
| 2   |                                                                                    | Peter Altmeier                                                                     | Peter Altmeier (1899–1977)                                                         | 9 juli 1947     | 19 mei 1969     | CDU    |
| 3   |                                                                                    | Helmut Kohl                                                                        | Helmut Kohl (1930–2017)                                                            | 19 mei 1969     | 2 december 1976 | CDU    |
| 3   |                                                                                    | Bernhard Vogel                                                                     | Bernhard Vogel (1932–2025)                                                         | 2 december 1976 | 8 december 1988 | CDU    |
| 4   |                                                                                    | Carl-Ludwig Wagner                                                                 | Carl-Ludwig Wagner (1930–2012)                                                     | 8 december 1988 | 21 mei 1991     | CDU    |
| 5   |                                                                                    | Rudolf Scharping                                                                   | Rudolf Scharping (1947)                                                            | 21 mei 1991     | 26 oktober 1994 | SPD    |
| 6   |                                                                                    | Kurt Beck                                                                          | Kurt Beck (1949)                                                                   | 26 oktober 1994 | 16 januari 2013 | SPD    |
| 7   |                                                                                    | Malu Dreyer                                                                        | Malu Dreyer (1961)                                                                 | 16 januari 2013 | 10 juli 2024    | SPD    |
| 8   |                                                                                    | Alexander Schweitzer                                                               | Alexander Schweitzer (1973)                                                        | 10 juli 2024    | heden           | SPD    |